# Zbigniew Galor
Zbigniew Galor (ur. 16 lipca 1952 w Szczecinie, zm. 27 stycznia 2017 w Poznaniu) – polski socjolog i esperantysta, nauczyciel akademicki, doktor habilitowany, profesor nadzwyczajny Uniwersytetu Szczecińskiego oraz wykładowca Międzynarodowej Akademii Nauk (AIS). Specjalista w zakresie socjologii gospodarki, socjologii marginalizacji i socjologii ogólnej.

## Życiorys
W 1976 ukończył socjologię na Uniwersytecie im. Adama Mickiewicza w Poznaniu. Uzyskał następnie stopień naukowy doktora na Uniwersytecie Marii Curie-Skłodowskiej w Lublinie. W 2008 na Wydziale Nauk Społecznych UAM habilitował się na podstawie dorobku naukowego oraz rozprawy zatytułowanej Lumpenwłasność: szara strefa i margines społeczny. Został profesorem nadzwyczajnym Uniwersytetu Szczecińskiego oraz wykładowcą Międzynarodowej Akademii Nauk (AIS). Jego działalność naukowo-dydaktyczna dotyczyła socjologii gospodarki, socjologii marginalizacji i socjologii ogólnej.
Zawodowo był związany z Instytutem Socjologii Uniwersytetu Szczecińskiego, pełnił funkcję kierownika Zakładu Socjologii Ogólnej tej jednostki. Był też pracownikiem Katedry Nauk Społecznych Akademii Rolniczej w Poznaniu, profesorem Instytutu Społeczno-Humanistycznego PWSIiP w Łomży oraz Wyższej Szkoły Nauk Humanistycznych i Dziennikarstwa w Poznaniu.
Był kierownikiem Międzyśrodowiskowej Grupy Badawczej „Margines Społeczny Poznania” przy OIMiR w Poznaniu (2009-2014), protestował przeciwko utworzeniu w Poznaniu osiedla kontenerów socjalnych.
Zajmował się również europeistyką oraz esperantem (jako językiem i jako międzynarodowym ruchem społecznym). Prowadził projekt badawczy „UEA w świadomości esperantystów”. W 2015 wydał książkę pod tym samym tytułem (współautorem był Jukka Pietiläinen, fiński esperantysta, wykładowca Uniwersytetu Helsińskiego).
Był przewodniczącym polskiej sekcji AIS oraz przewodniczącym Polskiego Związku Spółdzielczo-Esperanckiego.
W ramach Studiów Interlingwistyki UAM prowadził wykłady na temat kultury esperanckiej, wspólnie z żoną, prof. Iloną Koutny, zorganizował trzy sympozja interlingwistyczne w Instytucie Językoznawstwa Wydziału Neofilologii UAM (we wrześniu 2008, 2011 i 2014 r.). Regularnie współorganizował coroczny esperancki festiwal kultury, sztuki i nauki Arkones w Poznaniu.
Jego nazwisko znajduje się w panteonie ponad 200 najwybitniejszych esperantystów na świecie.

## Wybrane publikacje
- Marginalizacja a rozwój społeczny – między teraźniejszością i przeszłością, (współredaktor, S. Kalinowski, U. Kozłowska), Wydawnictwo Societas Pars Mundi, Bielefeld, 2015, ss. 345.
- UEA en konscio de esperantistoj [UEA w świadomości esperantystów]. Zbigniew Galor, Jukka Pietiläinen. KAVA-PECH, Dobřichovice, 2015. 167 s. ISBN 978-80-87169-55-1.
- Życie na skraju – marginesy społeczne wielkiego miasta, (współredaktor, B. Goryńska-Bittner, S. Kalinowski), Societas Pars Mundi, Bielefeld 2014.
- Afirmacja czy kontestacja? Dylemat społeczeństwa kapitalistycznego w kryzysie, (współredaktor, R. Miński, P. Sałustowicz), Societas Pars Mundi, Bielefeld 2014.
- Nieobecność społeczna. W poszukiwaniu sensów i znaczeń, (współredaktor, B. Goryńska-Bittner), WSNHiD, Poznań 2012.
- Odmiany życia społecznego współczesnej Polski. Instytucje, polityka, kultura, (red.), WSNHiD, Poznań 2010.
- Ĉu „diabla cirklo”? Direkte al sociologia esploro pri UEA, (w:) D. Blanke, U. Lins (red.),  La arto labori kune, Universala Esperanto-Asocio, Rotterdam 2010.
- Ownership identity of cooperatives in the new Europe, (w:) The future of co-operatives in a growing Europe, R. Chaves i in. (red.), Universitat de Valencia, Valencia 2007.
- Tradycyjna własność spółdzielcza i zarządzanie w warunkach transformacji ustrojowej, w: Z. Chyra-Rolicz (red.), Pomoc czy przeszkoda? Rola tradycji w odbudowie polskiej spółdzielczości, Siedlce 2004.
- Lumpenwłasność: szara strefa i margines społeczny, Wydawnictwo Akademii Rolniczej im. Augusta Cieszkowskiego w Poznaniu, Poznań 2006.
- Europa właścicieli, (red.), Wydawnictwo Akademii Rolniczej im. Augusta Cieszkowskiego w Poznaniu Poznań 2005.
- Osobowość a własność – o koncepcji „być” i „mieć” w świetle K. Marksa teorii osobowości, „Studia Socjologiczne”, 1, 1989.

Pełna bibliografia dostępna jest w Internecie.